# Ilha das Fontes
A Ilha das Fontes é uma ilha localizada na Baía de Todos os Santos. Ela faz parte do município de São Francisco do Conde, na Região Metropolitana de Salvador. A ilha tem esse nome por causa das várias fontes d’água presentes nela.